# Liste der Flaggen im Landkreis Mecklenburgische Seenplatte
Die Liste der Flaggen im Landkreis Mecklenburgische Seenplatte beinhaltet alle in der Wikipedia gelisteten Flaggen im Landkreis Mecklenburgische Seenplatte. In Mecklenburg-Vorpommern spielen hochrechteckige Flaggen wie Banner eine untergeordnete Rolle, wenn überhaupt, dann nur als Hochformatflaggen.

## Landkreis
| Landkreis                   | Hissflagge | Kommentare |
| --------------------------- | ---------- | --- |
| Mecklenburgische Seenplatte | 5:3        | Beschlossen vom Kreistag am 2. Dezember 2013, genehmigt durch den Innenminister von Mecklenburg-Vorpommern am 11. März 2014: Der Landkreis Mecklenburgische Seenplatte führt folgendes Wappen: „Gespalten und durch Wellenschnitt halbgeteilt; vorn in Gold ein halber hersehender Stierkopf am Spalt mit geschlossenem Maul, ausgeschlagener roter Zunge mit silbernem Horn; hinten oben in Silber ein aufgerichteter golden bewehrter roter Greif mit aufgeworfenem Schweif, unten in Blau sieben silberne Wellenfäden.“ „Die Flagge des Landkreises ist gleichmäßig und quer zur Längsachse des Flaggentuchs von Blau und Gelb gestreift. In der Mitte des Flaggentuchs liegt, auf jeweils ein Drittel der Länge des blauen und des gelben Streifens übergreifend, das Landkreiswappen. Die Höhe des Flaggentuchs verhält sich zur Länge wie 3 zu 5.“ |

### Ehemalige Landkreise
| Landkreis            | Hissflagge                     | Kommentare |
| -------------------- | ------------------------------ | --- |
| Demmin               | 5:3                            | Genehmigt durch den Innenminister von Mecklenburg-Vorpommern am 26. März 1996: Der Landkreis Demmin führte als Wappen: „Halbgeteilt und gespalten, von oben in Gold ein hersehender schwarzer Stierkopf mit geschlossenem Maul, ausgeschlagener roter Zunge und silbernen Hörnern, auf der Stirn eine goldene Fürstenkrone, von der fünf abwechselnd mit Lilien und Perlen besteckte Zinken sichtbar sind, hinten in Blau eine schwebende, gezinnte silberne Burg mit geöffnetem begattertem Tor und einem Zinnenturm, dessen Spitzdach mit einer Lilie bekrönt ist und dessen drei Geschosse mit je drei betagleuchteten Fenstern versehen sind, von unten geteilt: oben in Rot ein wachsender silberner Greif, unten von Gold und Blau geschacht.“ (Wappen genehmigt am 8. Juni 1995) Die Flagge des Landkreises Demmin zeigt in sieben Längsstreifen unterschiedlicher Höhe die Farbenfolge Blau-Gelb-Rot-Weiß-Rot-Gelb-Blau. Die blauen Streifen nehmen je ein Fünftel, die gelben Streifen je ein Viertel, die roten Streifen je ein Dreißigstel und der weiße Streifen ein Fünfzehntel der Höhe des Flaggentuchs ein. Auf den roten und dem weißen Streifen liegt in der Mitte, auf jeweils vier Fünftel der gelben Streifen übergreifend, das Kreiswappen. Die Länge des Flaggentuchs verhält sich zur Höhe wie 5:3. |
| Mecklenburg-Strelitz | laut Hauptsatzung keine Flagge | Der Landkreis Mecklenburg-Strelitz führte Wappen und Dienstsiegel, aber keine eigene Flagge. |
| Müritz               | 5:3                            | Genehmigt durch den Innenminister von Mecklenburg-Vorpommern am 7. Dezember 1995: Der Landkreis Müritz führte als Wappen: „Über einem vierfach gezinnten roten Mauerschildfuß mit offenem Tor, darin silbergewelltes blaues Wasser, von Gold und Blau gespalten; vorn ein hersehender schwarzer Stierkopf mit silbernen Hörnern, geschlossenem Maul, ausgeschlagener roter Zunge und goldener Krone, die fünf abwechselnd mit Lilien und Perlen besteckte Zinken zeigt; hinten ein silberner Fischadler mit geschlossenem Flug und einem silbernen Fisch in den Fängen.“ (Wappen genehmigt am 25. März 1995) „Die Flagge des Landkreises Müritz besteht aus zwei gleich breiten Längsstreifen. Der obere Streifen ist in eine rote Oberecke und eine gelbe Flugseite geteilt. Der untere Streifen zeigt die Farbe Blau. In der Mitte liegt - etwas zur Oberkante des Flaggetuchs hin verschoben - das Wappen des Landkreises. Das Wappen nimmt zwei Drittel der Höhe des Flaggentuchs ein. Die Länge des Flaggentuchs verhält sich zur Höhe wie 5 zu 3.“ |

## Ämter
| - Amt Demmin-Land - Amt Friedland - Amt Malchin am Kummerower See - Amt Malchow - Amt Mecklenburgische Kleinseenplatte | - Amt Neustrelitz-Land - Amt Neverin - Amt Penzliner Land - Amt Röbel-Müritz - Amt Seenlandschaft Waren | - Amt Stargarder Land - Amt Stavenhagen - Amt Treptower Tollensewinkel - Amt Woldegk |

## Städte und Gemeinden
| Stadt oder Gemeinde       | Hissflagge | Kommentare |
| ------------------------- | ---------- | --- |
| Gemeinde Alt Schwerin     |            | Genehmigt durch den Innenminister von Mecklenburg-Vorpommern am ????: „“ Wappenbeschreibung: (Das Wappen wurde durch den Innenminister von Mecklenburg-Vorpommern genehmigt am 12. Mai 2006 und unter der Nr. 300 der Wappenrolle des Landes Mecklenburg-Vorpommern eingetragen.) |
| Stadt Altentreptow        | 5:3        | Genehmigt ????: „Die Flagge der Stadt Altentreptow ist von Rot, Weiß und Grün längsgestreift; der rote und der grüne Streifen nehmen je ein Viertel der Flaggenhöhe ein; der weiße Streifen nimmt die Hälfte der Flaggenhöhe ein und ist in der Mitte mit dem Stadtwappen belegt, wobei sich die Höhe des Stadtwappens zur Höhe des Flaggentuchs wie 4 zu 9 verhält; die Länge des Flaggentuchs verhält sich zur Höhe wie 5 zu 3.“ Das Wappen der Stadt Altentreptow zeigt: „In Silber auf grünem Rasen eine rote Burg mit breitem, spitzbedachtem und gezinntem Torgebäude und zwei spitzbedachten und gezinnten Türmen; die Dächer besteckt mit goldenen Windfahnen; das Dach des Torgebäudes erklimmt links ein roter Greif mit goldener Bewehrung. Im Schildfuß fließen drei silberne Bäche, vereint durch das offene Tor der Burg.“ |
| Gemeinde Ankershagen      | 5:3        | Genehmigt ????: „Die Flagge der Schliemanngemeinde Ankershagen ist quer zur Längsachse des Flaggentuchs von Gelb, Grün und Gelb gestreift. Die äußeren gelben Streifen nehmen jeweils ein Viertel, der grüne Mittelstreifen nimmt die Hälfte der Länge des Flaggentuchs ein. In der Mitte des Flaggentuchs liegt, zwei Drittel der Höhe des Flaggentuchs einnehmend, das Wappen der Gemeinde. Die Länge des Flaggentuchs verhält sich zur Höhe wie 5 zu 3.“ Die Schliemanngemeinde Ankershagen führt folgendes Wappen: „In Gold eine blaue Wellenleiste, begleitet: oben von fünf grünen Eichenblättern (2:3 gestellt), unten von einem roten gotischen Schild, belegt mit einem goldenen Anker.“ (Wappen genehmigt durch den Innenminister von Mecklenburg-Vorpommern am 11. Juni 2002.) |
| Gemeinde Basedow          | 5:3        | Genehmigt durch den Innenminister von Mecklenburg-Vorpommern am 22. September 1999: „Die Flagge der Gemeinde Basedow besteht aus rotem Flaggentuch, dessen ein Drittel der Länge des Flaggentuchs einnehmendes fliegendes Ende gleichmäßig längsgestreift ist von Rot, Weiß, Rot, Weiß, Rot, Weiß und Rot. In der Mitte des roten Feldes liegt die Wappenfigur, die sechs Siebtel der Höhe des Flaggentuchs einnimmt. Die Länge des Flaggentuchs verhält sich zur Höhe wie 5 zu 3.“ Wappenbeschreibung: „In Rot ein silberner linksgewendeter schwarzbeiniger Hahn mit schwarzem Schnabel und zwei schwarzen Federn im Schwanz.“ (Das Wappen wurde durch den Innenminister von Mecklenburg-Vorpommern genehmigt am 30. Januar 1998 und unter der Nr. 150 der Wappenrolle des Landes Mecklenburg-Vorpommern eingetragen.) |
| Stadt Burg Stargard       | 3:2        | Wappen und Flagge genehmigt durch den Innenminister von Mecklenburg-Vorpommern am 21. November 2003: „Die Flagge der Stadt Burg Stargard ist quer zur Längsachse des Flaggentuches rot, weiß und rot gestreift. Die äußeren roten Streifen nehmen jeweils ein Fünftel, der weiße Mittelstreifen nimmt drei Fünftel der Länge des Flaggentuches ein und ist in der Mitte mit der Figur des Stadtwappens belegt. Der gold bewehrte Adler nimmt drei Fünftel der Höhe des Flaggentuches ein. Die Länge des Flaggentuches verhält sich zur Höhe wie 3:2.“ |
| Gemeinde Carpin           | 5:3        | Genehmigt durch den Innenminister von Mecklenburg-Vorpommern am ????: „Die Flagge der Gemeinde Carpin ist quer zur Längsachse des Flaggentuchs von Blau, Weiß und Rot gestreift. Der blaue und rote Streifen nehmen jeweils ein Fünftel der Länge des Flaggentuchs ein, der weiße Streifen drei Fünftel. In der Mitte des weißen Streifens liegt das Gemeindewappen, das zwei Drittel der Höhe des Flaggentuchs einnimmt. Die Höhe des Flaggentuchs verhält sich zur Länge wie 3:5.“ Wappenbeschreibung: „Geteilt durch einen goldenen Schräglinksbalken, belegt mit sechs grünen Buchenblättern, oben in Rot ein schräg fliegender silberner Seeadler mit ausgebreiteten Flügeln, unten in Blau ein silberner Karpfen.“ (Das Wappen wurde unter der Nummer 348 der Wappenrolle des Landes Mecklenburg-Vorpommern am 13. August 2013 eingetragen.) |
| Gemeinde Cölpin           | 5:3        | Genehmigt durch den Innenminister von Mecklenburg-Vorpommern am ????: „Die Flagge der Gemeinde Cölpin besteht aus weißem Tuch. Es ist in der Mitte mit dem Gemeindewappen belegt, das zwei Drittel der Höhe des Flaggentuchs einnimmt. Die Höhe des Flaggentuchs verhält sich zur Länge wie 3 zu 5.“ Die Gemeinde Cölpin führt das folgende Wappen: „In Rot auf blauem Wellenschildfuß, darin eine silberne Wellenleiste, ein silberner, schwimmender gold beschnabelter Schwan, überhöht von drei goldenen Deckelbechern balkenweise.“ (Das Wappen wurde durch den Innenminister von Mecklenburg-Vorpommern genehmigt am 14. August 2007 und unter der Nr. 316 der Wappenrolle des Landes Mecklenburg-Vorpommern eingetragen.) |
| Stadt Dargun              | 5:3        | Wappen und Flagge genehmigt durch den Innenminister von Mecklenburg-Vorpommern am 25. Juni 1998 und unter der Nr. 166 der Wappenrolle des Landes Mecklenburg-Vorpommern eingetragen: „Die Flagge der Stadt Dargun ist gleichmäßig längsgestreift von Blau und Gelb. In der Mitte liegt, auf jeweils zwei Drittel der Höhe des blauen und des gelben Streifens übergreifend, das Stadtwappen. Die Länge des Flaggentuchs verhält sich zur Höhe wie 5 zu 3.“ Wappenbeschreibung: „Das Wappen ist halbgespalten und geteilt, oben vorn in Gold ein hersehender schwarzer Stierkopf mit aufgerissenem rotem Maul, silbernen Zähnen, ausgeschlagener roter Zunge, mit abgerissenem Halsfell, dessen Rundung bogenförmig ausgeschnitten ist und sieben Spitzen zeigt und mit silbernen Hörnern, auf der Stirn eine goldene Krone, von der fünf mit Blattornamenten und Perlen besteckte Zinken sichtbar sind, oben hinten in Silber ein aufgerichteter, goldbewehrter roter Greif, unten in Blau ein liegender goldener Abtstab mit nach vorn und abwärts gerichteter Krümme.“ (Das Wappen wurde ursprünglich am 9. November 1875 von Friedrich Franz II., Großherzog von Mecklenburg[-Schwerin], festgelegt und 1998 neu gezeichnet.)                                                                                        |
| Gemeinde Datzetal         | 5:3        | Genehmigt ????: „Die Flagge der Gemeinde ist quer zur Längsachse des Flaggentuchs von Gelb, Blau und Gelb gestreift. Die äußeren gelben Streifen nehmen jeweils ein Viertel, der blaue Mittelstreifen nimmt die Hälfte der Länge des Flaggentuches ein. In der Mitte des blauen Streifens liegt, zwei Drittel der Höhe des Flaggentuches einnehmend, das Wappen der Gemeinde. Die Länge des Flaggentuchs verhält sich zur Höhe wie 5 zu 3.“ Die Gemeinde Datzetal führt das folgende Wappen: „In Gold ein blauer Wellenschrägfaden, begleitet: oben von einer roten Rose, unten von einem sechsspeichigen, zwölfschaufligen roten Mühlrad.“ |
| Stadt Demmin              | 5:3        | Genehmigt ????: „Die Flagge der Stadt ist gleichmäßig längsgestreift von Rot und Gelb, in der Mitte des Flaggentuchs liegt, auf jeweils zwei Drittel der Höhe des roten und gelben Streifens übergreifend, das Stadtwappen. Die Länge des Flaggentuchs verhält sich zur Höhe wie 5 zu 3.“ Wappenbeschreibung: „In Gold eine gezinnte rote Burg mit einem größeren geöffneten, schwarz begatterten Mitteltor und zwei kleineren offenen Seitentoren, zwei spitzbedachten und mit je einer halben silbernen Lilie besteckten Zinnentürmen, deren zwei Geschosse mit je drei betagleuchteten Fenstern versehen sind; zwischen den Türmen schwebt ein rechts gelehnter Schild: in Silber ein aufgerichteter, goldbewehrter roter Greif; auf dem Schild ein goldgekrönter blauer Spangenhelm mit rot-silbernen Decken und einem natürlichen Pfauenfederbusch.“ |
| Gemeinde Fincken          |            | Die Hauptsatzung der Gemeinde Fincken führt nur Wappen und Dienstsiegel, aber keine Flagge. |
| Stadt Friedland           | 5:3        | Genehmigt ????: „Die Flagge ist gleichmäßig längsgestreift von Rot und Weiß. In der Mitte liegt, auf jeweils zwei Drittel der Höhe des roten und des weißen Streifens übergreifend das Stadtwappen. Die Länge des Flaggentuchs verhält sich zur Höhe wie 5 zu 3.“ Wappenbeschreibung: „In Silber ein doppelter roter Mauerbogen, der im Schnittpunkt unten in eine Lilie ausläuft, mit drei roten Türmen, von denen der Mittlere eine durch Streben gestützte Mauerplatte mit fünf Zinnen trägt, die niedrigen Seitentürme je ein Fenster und je eine Mauerplatte mit vier Zinnen haben; darunter die Brustbilder zweier blauer Geharnischter mit goldener Helmspange und goldenem Gurt, der zur Rechten in der rechten Hand ein silbernes Schwert mit goldenem Griff und in der linken Hand eine goldene Lanze mit silberner Spitze, der zur Linken in der rechten Hand ein silbernes Schwert mit goldenem Griff und in der linken Hand eine goldene Fahnenstange mit silberner Spitze und einer quergestreiften rot-weißen Fahne, zwischen den Geharnischten ein gotischer Schild, darin in Silber ein roter Adler.“ (Das Wappen geht auf das älteste bekannte Stadtsiegel aus dem Jahre 1343 zurück, wurde 1997 neu gezeichnet und unter der Nr. 129 der Wappenrolle des Landes Mecklenburg-Vorpommern eingetragen.) |
| Gemeinde Gielow           | 5:3        | Wappen und Flagge genehmigt durch den Innenminister von Mecklenburg-Vorpommern am 3. Juli 2003 und unter der Nr. 279 der Wappenrolle des Landes Mecklenburg-Vorpommern eingetragen: „Die Flagge der Gemeinde Gielow besteht aus gelbem Tuch und ist in der Mitte mit dem Gemeindewappen belegt, das zwei Drittel der Höhe und ein Drittel der Länge des Flaggentuches einnimmt. Die Länge des Flaggentuches verhält sich zur Höhe wie 5 zu 3.“ Wappenbeschreibung: „In Grün ein gestürztes goldenes Hufeisen mit acht grünen Nagellöchern; zwischen den Stollen ein goldener Abtsstab mit abgebrochenem Schaft.“ |
| Gemeinde Grabowhöfe       | 5:3        | Wappen und Flagge der damaligen Gemeinde Vielist genehmigt durch den Innenminister von Mecklenburg-Vorpommern am 30. März 2007 und unter der Nr. 310 der Wappenrolle des Landes Mecklenburg-Vorpommern eingetragen, in Rechtsnachfolge fortgeführt: „Die Flagge der Gemeinde Vielist ist gleichmäßig längsgestreift von Gelb und Blau. In der Mitte liegt auf zwei Dritteln der Höhe des gelben und des blauen Streifens übergreifend das Gemeindewappen. Die Höhe des Flaggentuchs verhält sich zur Länge wie 3:5.“ Wappenbeschreibung: „Unter blauem Schildhaupt, darin ein silbernes Segelflugzeug in Frontansicht, in Gold ein rotes Zahnrad, belegt mit einer goldenen Ähre.“ Zum 1. Januar 2012 wurde Vielist in die Gemeinde Grabowhöfe eingemeindet, welche Wappen und Flagge in Rechtsnachfolge fortführt. |
| Gemeinde Kargow           | 5:3        | Wappen und Flagge genehmigt durch den Innenminister von Mecklenburg-Vorpommern am 4. April 2005 und unter der Nr. 295 der Wappenrolle des Landes Mecklenburg-Vorpommern eingetragen: „Die Flagge der Gemeinde Kargow ist quer zur Längsachse des Flaggentuchs von Blau, Geld und Blau gestreift. Die äußeren blauen Streifen nehmen jeweils ein Viertel, der gelbe Mittelstreifen nimmt die Hälfte der Länge des Flaggentuchs ein. In der Mitte des Flaggentuchs liegt, zwei Drittel der Höhe des Flaggentuchs einnehmend, das Wappen der Gemeinde. Die Höhe des Flaggentuchs verhält sich zur Länge wie 3:5.“ Wappenbeschreibung: „In Blau ein goldener Adlerkopf über zwei schräggekreuzten goldenen Ähren.“ |
| Gemeinde Klink            | 5:3        | Wappen und Flagge genehmigt am 10. November 2003: „Die Flagge der Gemeinde ist gleichmäßig und quer zur Längsachse des Flaggentuchs von Gelb und Blau gestreift. In der Mitte des Flaggentuchs liegt, auf jeweils ein Drittel der Länge der beiden Querstreifen übergreifend, das Wappen der Gemeinde. Die Länge des Flaggentuchs verhält sich zur Höhe wie 5 zu 3.“ Wappenbeschreibung: „Wellenförmig gespalten; vorn in Blau ein nach links schreitender goldener Fischreiher; hinten in Gold ein schwebender, spitzbedachter roter Turm mit vier Fenstern übereinander.“ |
| Stadt Malchin             | 5:3        | Genehmigt ????: „Die Flagge der Stadt Malchin zeigt in zwei Längsstreifen gleicher Breite die Farben Gelb und Rot. Auf der Mitte des Flaggentuchs liegt, zu jeweils zwei Dritteln in den gelben und roten Streifen übergreifend, das Stadtwappen. Die Höhe der Flagge verhält sich zur Länge wie 3 zu 5.“ Das Wappen zeigt „in Gold zwischen zwei schwebenden, roten, vierfach gezinnten und mit je sieben betagleuchteten Fenstern versehenen Türmen, deren Zinnplatten durch Streben gestützt sind, einen hersehenden schwarzen Stierkopf mit geschlossenem Maul, ausgeschlagener roter Zunge, silbernen Hörnern und einer goldenen Krone, von der fünf abwechselnd mit Lilien und Perlen besteckte Zinken sichtbar sind; der Stierkopf wird überhöht von einem roten Tatzenkreuz.“ (Das Wappen wurde ursprünglich am 10. April 1858 von Großherzog Friedrich Franz II. von Mecklenburg[-Schwerin] festgelegt, 1994 neu gezeichnet und unter der Nr. 50 der Wappenrolle des Landes Mecklenburg-Vorpommern eingetragen.) |
| Stadt Malchow             | 5:3        | Flagge und neugezeichnetes Wappen angenommen von der Stadtvertretung Malchow am 1. August 1994, genehmigt am 17. August 1995: „Die Flagge der Inselstadt Malchow besteht aus blauem Tuch und ist in der Mitte mit dem in Gold eingefassten Stadtwappen belegt. Das Stadtwappen nimmt zwei Drittel der Flaggenhöhe ein. Die Länge des Flaggentuches verhält sich zur Höhe wie 5 zu 3.“ Wappenbeschreibung: „Das Wappen zeigt in Blau eine goldene Mauer, darauf zwei spitz bedachte goldene Türme mit bogenförmigen Spitzen, Zinnenkränzen und Knäufen, zwischen den Türmen oben ein goldenes Herz, unten ein silberner Vogelkopf, der den Schnabel durch einen goldenen Ring steckt.“ (Das Wappen wurde ursprünglich am 10. April 1858 von Friedrich Franz II., Großherzog von Mecklenburg[-Schwerin], festgelegt.) |
| Stadt Mirow               |            | Die Hauptsatzung der Stadt Mirow führt nur Wappen und Dienstsiegel, aber keine Flagge. |
| Gemeinde Möllenhagen      | 5:3        | Genehmigt ????: „Die Flagge der Gemeinde ist gleichmäßig quer zur Längsachse des Flaggentuchs von Gelb und Rot gestreift. In der Mitte des Flaggentuchs liegt, auf jeweils ein Drittel der Länge der beiden Querstreifen übergreifend, das Gemeindewappen, das zwei Drittel der Höhe des Flaggentuchs einnimmt. Die Länge des Flaggentuchs verhält sich zur Höhe wie 5 zu 3.“ Die Gemeinde Möllenhagen führt das folgende Wappen: „Gespalten; vorn in Rot ein goldener links gewendeter Flügel; hinten in Gold zwei schräg gekreuzte blaue Rodehacken, überhöht von einem blauen Mühlenstein.“ (Das Wappen wurde genehmigt durch den Innenminister von Mecklenburg-Vorpommern am 30. Januar 2003.) |
| Kreisstadt Neubrandenburg | 5:3        | Genehmigt am 22. April 1991: Die Farben der Stadt Neubrandenburg sind „rot“ und „weiß“. „Die Stadtflagge zeigt auf weißem Untergrund die Figuren des Stadtwappens, die durch zwei senkrechte rote Streifen eingefasst werden. Die roten Streifen nehmen je ein Fünftel der Flaggenlänge ein. Die Länge der Flagge verhält sich zur Höhe wie 5 : 3.“ Wappenbeschreibung: „Das Wappen zeigt auf silbernem Schild ein rotes zweipfortiges, spitzbogiges Stadttor, bekrönt durch sechs Zinnen und zwei Spitztürme, zwischen denen ein blauer Kübelhelm mit rotem Adlerfluge steht.“ (Das Wappen wurde am 11. Mai 1966 durch Beschluss der Stadtverordnetenversammlung bestätigt, 1994 neu gezeichnet, und unter der Nr. 40 der Wappenrolle des Landes Mecklenburg-Vorpommern eingetragen.) |
| Stadt Neukalen            |            | Die Hauptsatzung der Peenestadt Neukalen führt nur Wappen und Dienstsiegel, aber keine Flagge. |
| Stadt Neustrelitz         |            | Genehmigt ????: Die Flagge der Stadt Neustrelitz ist längsgestreift von Rot, Gelb und Rot. Die äußeren roten Streifen nehmen jeweils ein Fünftel, der gelbe Mittelstreifen nimmt drei Fünftel der Höhe des Flaggentuches ein und ist in der Mitte mit dem Stadtwappen belegt. Die Stadt Neustrelitz führt das folgende Wappen: „In gespaltenem Schild vorn in Rot ein aus einer silbernen Wolke am Spalt wachsender silberner Arm mit Ärmel, an dessen Saum eine fliegende Schleife, in der Hand ein goldener diamantenbesetzter Ring; hinten in Gold ein hersehender schwarzer Stierkopf mit aufgerissenem Maul, silbernen Zähnen, ausgeschlagener roter Zunge, abgerissenem Halsfell, dessen Randung bogenförmig ausgeschnitten ist und sieben Spitzen zeigt und mit silbernen Hörnern, auf der Stirn eine goldene Fürstenkrone, von der fünf mit Blattornamenten und Perlen abwechselnd besteckte Zinken sichtbar sind.“ (Das Wappen wurde 1731 von Adolf Friedrich III., Herzog zu Mecklenburg [-Strelitz], genehmigt und unter der Nr. 216 der Wappenrolle des Landes Mecklenburg-Vorpommern eingetragen.) |
| Gemeinde Neverin          | 5:3        | Wappen und Flagge genehmigt durch den Innenminister von Mecklenburg-Vorpommern am 7. Juli 2000 und unter der Nr. 211 der Wappenrolle des Landes Mecklenburg-Vorpommern eingetragen: „Die Flagge der Gemeinde Neverin ist quer zur Längsachse des Flaggentuchs von Blau, Weiß und Blau gestreift. Die blauen Streifen nehmen je ein Viertel, der weiße Streifen nimmt die Hälfte der Länge des Flaggentuchs ein. In der Mitte des weißen Streifen liegt das Gemeindewappen, das zwei Drittel der Höhe und ein Drittel der Länge des Flaggentuchs einnimmt. Die Länge des Flaggentuchs verhält sich zur Höhe wie 5 zu 3.“ Wappenbeschreibung: „In Blau ein aus dem Unterrand emporkommender silberner Turm mit sich nach oben verjüngendem Schaft, ausladendem Geschoss mit zwei schwarzen Fenstern und schwarzem Fachwerk, überstehendem, roten Spitzdach, besteckt mit rotem Knauf, begleitet vorn und hinten von je einem dreiblättrigen silbernen Eichenzweig.“ |
| Stadt Penzlin             | 5:3        | Wappen und Flagge genehmigt durch den Innenminister von Mecklenburg-Vorpommern am 24. April 2003 und unter der Nr. 91 der Wappenrolle des Landes Mecklenburg-Vorpommern eingetragen: „Die Flagge der Stadt Penzlin ist gleichmäßig und quer zur Längsachse des Flaggentuchs von Rot und Gelb gestreift. In der Mitte des Flaggentuchs liegt, auf jeweils ein Drittel der Länge der beiden Querstreifen übergreifend, das Wappen der Stadt. Die Länge des Flaggentuchs verhält sich zur Höhe wie 5:3.“ Wappenbeschreibung: „Gespalten, vorn am Spalt ein halber schwarzer Stierkopf mit silbernen Hörnern, ausgeschlagener roter Zunge und einer halben goldenen Lilie auf dem Kopf, hinten neunmal von Rot und Silber geteilt.“ (Das Wappen wurde ursprünglich durch Adolf Friedrich III., Herzog zu Mecklenburg [-Strelitz] genehmigt und 2003 neu gezeichnet.) |
| Gemeinde Rechlin          |            | Genehmigt am 20. November 2007: „Die Flagge der Gemeinde Rechlin ist quer zur Längsachse des Flaggentuchs von Rot, Weiß und Rot gestreift. Die roten Streifen nehmen jeweils ein Viertel, der weiße Streifen die Hälfte der Länge des Flaggentuchs ein. In der Mitte des weißen Streifens liegt in flaggengerechter Tingierung das Gemeindewappen, das zwei Drittel der Höhe des Flaggentuchs einnimmt. Die Höhe des Flaggentuchs verhält sich zur Länge wie 3 zu 5.“ Wappenbeschreibung: „In Rot vier schräglinks endende silberne Seitenkeile und drei schräglinks gestellte blaue Pfeilspitzen.“ (Das Wappen wurde durch den Innenminister von Mecklenburg-Vorpommern am 5. November 1990 genehmigt und unter der Nr. 1 der Wappenrolle des Landes Mecklenburg-Vorpommern eingetragen.) |
| Stadt Röbel/Müritz        | 5:3        | Wappen und Flagge genehmigt durch den Innenminister von Mecklenburg-Vorpommern am 4. Dezember 1998 und unter der Nr. 71 der Wappenrolle des Landes Mecklenburg-Vorpommern eingetragen: „Die Flagge der Stadt Röbel/Müritz ist gleichmäßig quer zur Längsachse des Flaggentuches von blau und gelb gestreift. In der Mitte des Flaggentuchs liegt auf jeweils ein Drittel der Länge des blauen und gelben Streifens übergreifend das Stadtwappen. Die Länge des Flaggentuchs verhält sich zur Höhe wie 5 zu 3.“ Wappenbeschreibung: „Das Wappen zeigt einen Schild, gespalten von Gold und Blau; vorn am Spalt ein halber hersehender schwarzer Stierkopf mit silbernen Hörnern, goldener Krone und ausgeschlagener roter Zunge, rechts oben begleitet von einem sechsstrahligen blauen Stern; hinten ein aufrechter goldener Schlüssel mit linksgekehrtem Bart.“ |
| Stadt Stavenhagen         |            | Die Hauptsatzung der Reuterstadt Stavenhagen führt nur Wappen und Dienstsiegel, aber keine Flagge. |
| Gemeinde Torgelow am See  | 5:3        | Wappen und Flagge genehmigt durch den Innenminister von Mecklenburg-Vorpommern am 14. Januar 2003 und unter der Nr. 273 der Wappenrolle des Landes Mecklenburg-Vorpommern eingetragen: „Die Flagge der Gemeinde Torgelow am See ist gleichmäßig längs gestreift von Blau und Gelb. In der Mitte liegt, auf jeweils zwei Drittel der Höhe des blauen und des gelben Streifens übergreifend, das Gemeindewappen. Die Länge des Flaggentuchs verhält sich zur Höhe wie 5 zu 3.“ Wappenbeschreibung: „In Gold über einem blauen Wellenschildfuß vorn ein links gewendeter roter Auerochsenkopf mit abgerissenem Halsfell und silbernen Hörnern, hinten ein grünes Eichenblatt mit schwarzem Stiel, daran zwei grüne Früchte.“ |
| Gemeinde Trollenhagen     | 5:3        | Genehmigt durch den Innenminister von Mecklenburg-Vorpommern am ????: „Die Flagge ist quer zur Längsachse des Flaggentuchs von Grün - Weiß - Grün gestreift. Die äußeren grünen Streifen nehmen jeweils drei Zehntel, der weiße Mittelstreifen nimmt zwei Fünftel der Länge des Flaggentuchs ein. In der Mitte des weißen Streifens liegt, drei Fünftel der Höhe des Flaggentuchs einnehmend, das Gemeindewappen. Die Länge des Flaggentuchs verhält sich zur Höhe wie 5:3.“ Wappenbeschreibung: „In Grün ein silberner Milan auf einem unterhalb, vierspeichigen goldenen Zahnrad mit sechzehn Zähnen, die mittlere Speiche belegt mit einer grünen Eichel, zwischen den Speichen je eine goldene Eichel.“ |
| Gemeinde Walow            | 5:3        | Genehmigt durch den Innenminister von Mecklenburg-Vorpommern am 27. Juni 1995: „Die Flagge der Gemeinde Walow ist quer zur Längsachse des Flaggentuchs von Weiß, Blau und Weiß gestreift. Der weiße Streifen am Liek nimmt drei Fünftel, der blaue Streifen nimmt ein Sechstel und der weiße Streifen am Flugsaum sieben Dreißigstel der Länge des Flaggentuchs ein. Der weiße Streifen am Liek ist in der Mitte mit der Figur des Gemeindewappens belegt: mit einer dreistufigen roten Giebelfront eines Hauses mit vier pfahlweise angeordneten schwarzen Rundbogenfenstern, in den mittleren eine weiße Säule. Die Figur nimmt acht Neuntel der Höhe des Flaggentuchs ein. Die Höhe des Flaggentuchs verhält sich wie 3 zu 5.“ Diese Flagge ist ein vom Gemeindewappen abgeleitetes Wappenbanner. Wappenbeschreibung: „In Silber ein linker blauer Pfahlfaden, begleitet vorn von einer dreistufigen roten Giebelfront eines Hauses mit vier pfahlweise angeordneten schwarzen Rundbogenfenstern, in den mittleren eine silberne Säule.“ (Wappen genehmigt am 10. Juli 1992, bestätigt am 27. Juni 1995, und unter der Nr. 61 der Wappenrolle des Landes Mecklenburg-Vorpommern eingetragen.) |
| Stadt Waren (Müritz)      | 5:3        | Wappen und Flagge genehmigt am 27. September 1993: „Das Wappen der Stadt Waren (Müritz) zeigt in Gold die Front einer gezinnten roten Rundmauer mit offenem Tor und zwei großen, spitzbedachten Zinnentürmen auf grünem Anger, bespült von blauen Wellen; zwischen den Türmen auf der Mauer die vordere Hälfte eines her schauenden, nach recht schreitenden schwarzen Stiers mit silbernen Hörnern und goldener Krone; über dem Haupt des Stieres ein schwebender blauer Topfhelm mit zwei an gekreuzten grünen Stangen befestigten Pfauenfederrosetten in natürlichen Farben.“ „Die Flagge der Stadt Waren (Müritz) ist gleichmäßig längsgestreift in Blau, Gelb und Rot. Auf dem gelben Streifen liegt in der Mitte, zu jeweils zwei Dritteln in den blauen und roten Streifen übergehend, das Stadtwappen.“ (Das Wappen wurde ursprünglich am 10. April 1858 von Großherzog Friedrich Franz II. von Mecklenburg[-Schwerin] festgelegt und 1993 neu gezeichnet.) |
| Stadt Wesenberg           | 5:3        | Genehmigt am 14. September 2001: „Die Flagge der Stadt Wesenberg ist gleichmäßig längsgestreift von Grün, Weiß und Rot; in der Mitte des Flaggentuchs liegt, auf jeweils die Hälfte der Höhe des grünen und des roten Streifens übergreifend, das Stadtwappen. Die Länge des Flaggentuchs verhält sich zur Höhe wie 5 zu 3.“ Wappenbeschreibung: „In Silber auf grünem Hügel drei rote Türme; der mittlere ein Rundturm mit Spitzdach und goldenem Hochkreuz; die äußeren Zinnentürme mit zwei wachsenden, einander zugewandten, goldbewehrten, roten Adlerköpfen.“ (Das Wappen geht auf ein Siegel aus dem Jahre 1354 zurück und wurde unter der Nr. 219 der Wappenrolle des Landes Mecklenburg-Vorpommern eingetragen.) |
| Gemeinde Woggersin        | 5:3        | Wappen und Flagge genehmigt durch den Innenminister von Mecklenburg-Vorpommern am 13. August 2007 und unter der Nr. 315 der Wappenrolle des Landes Mecklenburg-Vorpommern eingetragen: „“ Wappenbeschreibung: „Geteilt durch einen Wellenschnitt; oben in Gold drei silberne Schneeglöckchen mit beblättertem grünen Stiel balkenweise, unten in Grün ein linksgewendeter, abgerissener, goldener rot gezungter Wolfskopf mit silbernen Zähnen.“ |
| Stadt Woldegk             | 5:3        | Wappen und Flagge genehmigt durch den Innenminister von Mecklenburg-Vorpommern am 11. Mai 2000 und unter der Nr. 73 der Wappenrolle des Landes Mecklenburg-Vorpommern eingetragen: „Die Flagge ist quer zur Längsachse des Flaggentuchs von Grün, Weiß und Grün gestreift. Die grünen Streifen nehmen jeweils ein Viertel, der weiße Streifen nimmt die Hälfte der Länge des Flaggentuches ein. Der weiße Streifen ist in der Mitte mit den Figuren des Stadtwappens belegt, die zwei Drittel der Höhe und ein Drittel der Länge des Flaggentuchs einnehmen. Die Länge des Flaggentuchs verhält sich zur Höhe wie 5 zu 3.“ Wappenbeschreibung: „Das Wappen zeigt in Silber einen bewurzelten grünen Eichbaum mit Blättern und Früchten; zwischen den Zweigen ein schwebender roter Adler mit goldener Bewehrung.“ (Das Wappen geht auf ein Siegel aus dem Jahre 1307 zurück.) |
| Gemeinde Wulkenzin        | 5:3        | Genehmigt ????: „Die Flagge ist gleichmäßig und quer zur Längsachse des Flaggentuchs von Gelb und Blau gestreift. In der Mitte des Flaggentuchs liegt, auf jeweils ein Drittel der Länge der beiden Querstreifen übergreifend, das Wappen der Gemeinde. Die Länge des Flaggentuchs verhält sich zur Höhe wie 5:3.“ Wappenbeschreibung: „Wellenförmig gespalten; vorn in Blau ein goldener Schlüssel mit rückgewendetem Bart; hinten in Gold ein aufgerichteter roter Fuchs.“ |

### Ehemalige Städte und Gemeinden
| Stadt oder Gemeinde               | Hissflagge | Kommentare |
| --------------------------------- | ---------- | --- |
| Alt Rehse, Stadt Penzlin          | 5:3        | Wappen und Flagge genehmigt durch den Innenminister von Mecklenburg-Vorpommern am 1. April 1997 und unter der Nr. 122 der Wappenrolle des Landes Mecklenburg-Vorpommern eingetragen: Die Flagge der Gemeinde ist gleichmäßig längsgestreift von Blau und Gelb. In der Mitte liegt das Gemeindewappen. Wappenbeschreibung: „Über blauem Wellenschildfuß, darin ein silberner Fisch, gespalten; vorn in Gold eine rote Giebelfront eines Fachwerkhauses mit zwei Fenstern; hinten in Rot drei (1:2) goldene Lindenblätter.“ Am 1. Juli 2008 wurde Alt Rehse in die Stadt Penzlin eingemeindet. |
| Groß Gievitz, Gemeinde Peenehagen | 5:3        | Wappen und Flagge genehmigt durch den Innenminister von Mecklenburg-Vorpommern am 2. Februar 2007 und unter der Nr. 308 der Wappenrolle des Landes Mecklenburg-Vorpommern eingetragen: „Die Flagge von Groß Gievitz ist gleichmäßig längsgestreift von Blau und Gelb. In der Mitte des Flaggentuchs liegt, auf jeweils zwei Drittel der Höhe des blauen und gelben Streifens übergreifend, das Gemeindewappen. Die Höhe des Flaggentuchs verhält sich zur Länge wie 3:5.“ Wappenbeschreibung: „Unter goldenem Wellenschildhaupt, darin ein laufender roter Fuchs, in Blau eine ausgerissene, fünfblättrige goldene Eiche mit vier goldenen Früchten.“ Zum 1. Januar 2012 schlossen sich die Gemeinden Groß Gievitz, Hinrichshagen und Lansen-Schönau zur neugebildeten Gemeinde Peenehagen zusammen. |
| Stubbendorf, Gemeinde Dargun      | 5:3        | Wappen und Flagge genehmigt am 27. Dezember 2002 und unter der Nummer 272 in die Wappenrolle des Landes Mecklenburg-Vorpommern eingetragen: „“ Wappenbeschreibung: „In Grün zwei schräg gekreuzte goldene Sensen, darunter ein goldener Baumstumpf.“ Am 13. Juni 2004 wurde Stubbendorf nach Dargun eingemeindet. |
| Vipperow, Gemeinde Südmüritz      | 5:3        | Genehmigt durch den Innenminister von Mecklenburg-Vorpommern am ????: „Die Flagge der Gemeinde ist quer zur Längsachse des Flaggentuchs von Grün, Gelb und Blau gestreift. Der grüne und der blaue Streifen nehmen jeweils ein Viertel, der gelbe Streifen nimmt die Hälfte der Länge des Flaggentuchs ein. In der Mitte des gelben Streifens liegt das Gemeindewappen, das zwei Drittel der Höhe und ein Drittel der Länge des Flaggentuchs einnimmt. Die Länge des Flaggentuchs verhält sich zur Höhe sich wie 5:3.“ Wappenbeschreibung: „Unterm grünen Schildhaupt in Gold über einem blauen Schildfuß ein laufender schwarzer Eber mit silberner Bewehrung.“ (Das Wappen wurde durch den Innenminister von Mecklenburg-Vorpommern am 4. Februar 2003 genehmigt und unter der Nr. 275 der Wappenrolle des Landes Mecklenburg-Vorpommern eingetragen.) Zum 26. Mai 2019 schlossen sich die Gemeinden Vipperow und Ludorf zur neugebildeten Gemeinde Südmüritz zusammen. |
| Vielist, Gemeinde Grabowhöfe      | 5:3        | Wappen und Flagge genehmigt durch den Innenminister von Mecklenburg-Vorpommern am 30. März 2007 und unter der Nr. 310 der Wappenrolle des Landes Mecklenburg-Vorpommern eingetragen: „Die Flagge der Gemeinde ist gleichmäßig längsgestreift von Gelb und Blau. In der Mitte liegt auf zwei Dritteln der Höhe des gelben und des blauen Streifens übergreifend das Gemeindewappen. Die Höhe des Flaggentuchs verhält sich zur Länge wie 3:5.“ Wappenbeschreibung: „Unter blauem Schildhaupt, darin ein silbernes Segelflugzeug in Frontansicht, in Gold ein rotes Zahnrad, belegt mit einer goldenen Ähre.“ Zum 1. Januar 2013 wurde Vielist in die Gemeinde Grabowhöfe eingemeindet, welche Wappen und Flagge in Rechtsnachfolge fortführt. |